# 府 (行政区画)
府（ふ、英語: prefecture）は、漢字文化圏の行政区画単位の一つ。

## 中国
唐代に、道の下、州と同級の行政単位として置かれた。一般に京師・陪都などの重要都市に置かれ、雍州に京兆府、洛州に河南府、并州に太原府、益州に成都府が設けられた。また、都督府とは別のものである。宋代に府の設置は多くなり、路に属し、元代以降は省に属したが、多くの州は府に変えられた。中華民国によって廃止され、県または市に変えられた。

## 朝鮮
朝鮮時代には、全土が八つの道に分けられ（朝鮮八道）、道の下には府・大都護府・牧・都護府・郡・県など、派遣されるべき長官（総称して守令）の官位、ひいては重要度によって異なる名称を持つ行政区画が置かれていた。府はこの中で最重要の格を持つ。
朝鮮王朝の基本法典である『経国大典』の規定では、首都である漢城府、旧首都である開城府には、特に中央官職（京官）の長官が置かれ、漢城府は判尹（はんいん／正二品相当）、開城府は留守（従二品相当）と称された。
17世紀頃には開城府に加え江華府・水原府・広州府に留守職が置かれ、「四都」と呼ばれた。平壌府・慶州府・全州府・永興府などには地方官職（外官）である府尹（ふいん）が置かれた。府尹は従二品相当とされ、守令の中で最高位である。このほか、大都護府・都護府や、それらの長官である大都護府使・都護府使も、しばしば「府」「府使」と略された（例：東萊府）。
1895年、甲午改革にともなって地方行政制度が再編され、府・牧・県など多様な第二級行政区画の名称は一律「郡」にあらためられた。また、第一級行政区画として「道」に代わり23の「府」（長官：観察使）が置かれた（二十三府制）。しかしこの制度は翌1896年に廃止され、第一級行政区画として13の「道」が置かれることとなった（十三道制）。また、郡のうち9つを特別府（漢城府）、府（光州府・開城府・江華府・仁川府・東萊府・徳源府・慶興府）、牧（済州牧）とした。
日本統治時代の朝鮮では「府」の名前は引き継がれたが、日本人集住地区（旧居留地など）を中心とした市街地を府とし、その他を郡部に編入した。これにより「府」は、市街地のみから構成される、日本内地の「市」に相当する単位となった。1914年に府制が施行された時点で、朝鮮全土に12の府が存在した（京城府・仁川府・群山府・木浦府・大邱府・釜山府・馬山府・平壌府・鎮南浦府・新義州府・元山府・清津府）。1930年以降、開城や咸興などが府に昇格していき、1945年8月の日本の敗戦時点で22府が存在した。

## 日本
1868年（明治元年）頃から置かれた府藩県三治制の行政単位。英語においては県と同じPrefectureとなり、同義である。
1868年の4月から10月にかけて京都府・大阪府・江戸府・箱館府・長崎府・神奈川府・度会府・奈良府・越後府・甲斐府が置かれた。宮武外骨は『府藩縣制史』の中で以下の通り述べている。
1872年の廃藩置県では、東京府・京都府・大阪府のみが府として残り他は県に改められた。この要因について宮武外骨は以下の通り述べている。
1943年の東京都制により東京府は東京都に改められ、現在の都道府県としては京都府と大阪府のみが残っている。

## ベトナム
李朝で設置されて以降、幾度かの改廃を挟みつつ存在した。おおむね、最大の行政区域の直下に用いられた。たとえば後黎朝の聖宗は全国に12の承宣を置き、その下を府・州・県・社・庄とした